# Metaxytherium
Metaxitherium
Genre
Synonymes
- Metaxitherium
- autres : voir paragraphe #Synonymes

Metaxytherium est un genre fossile de mammifères marins de l'ordre des siréniens (mammifères aquatiques ancêtres du lamantin et du dugong), ayant vécu au Cénozoïque il y a entre 33,9 à 3,2 Ma avant notre ère. 

## Classification
Le genre Metaxytherium est décrit en 1840 par le paléontologue français Jules de Christol (1802-1861),.

### Fossiles
Selon Paleobiology Database en 2024, le nombre de collections de fossiles référencées est de 228.
[réf. non conforme]
On retrouve ses fossiles dans le Miocène de la Paratéthys (mer préfigurant la Méditerranée), en France  dans les faluns d'Anjou, de Bretagne et de Touraine, à Montpellier, à Manosque, dans le Pacifique sud-est) et nord-est), dans les Caraïbes, et aussi dans les sédiments du Pliocène du Bassin méditerranéen.

### Stratigraphie
- Ère : Cénozoïque
- Période : Néogène
- Époque : Miocène & Pliocène[2].

### Synonymes
Selon Paleobiology Database en 2024, les synonymes s'établissent à :
- †Cheirotherium Bruno, 1839,
- †Chirotherium Bruno, 1839,
- †Felsinotherium Capellini, 1872,
- †Fucotherium Kaup, 1840,
- †Furcotherium Kaup, 1840,
- †Halianassa, Halysiren Kretzoi, 1941,
- †Haplosiren Kretzoi, 1951,
- †Hesperosiren Simpson, 1932,
- †Pontotherium Kaup, 1840,
- †Thalattosiren Sickenberg, 1928[2]

## Liste des espèces

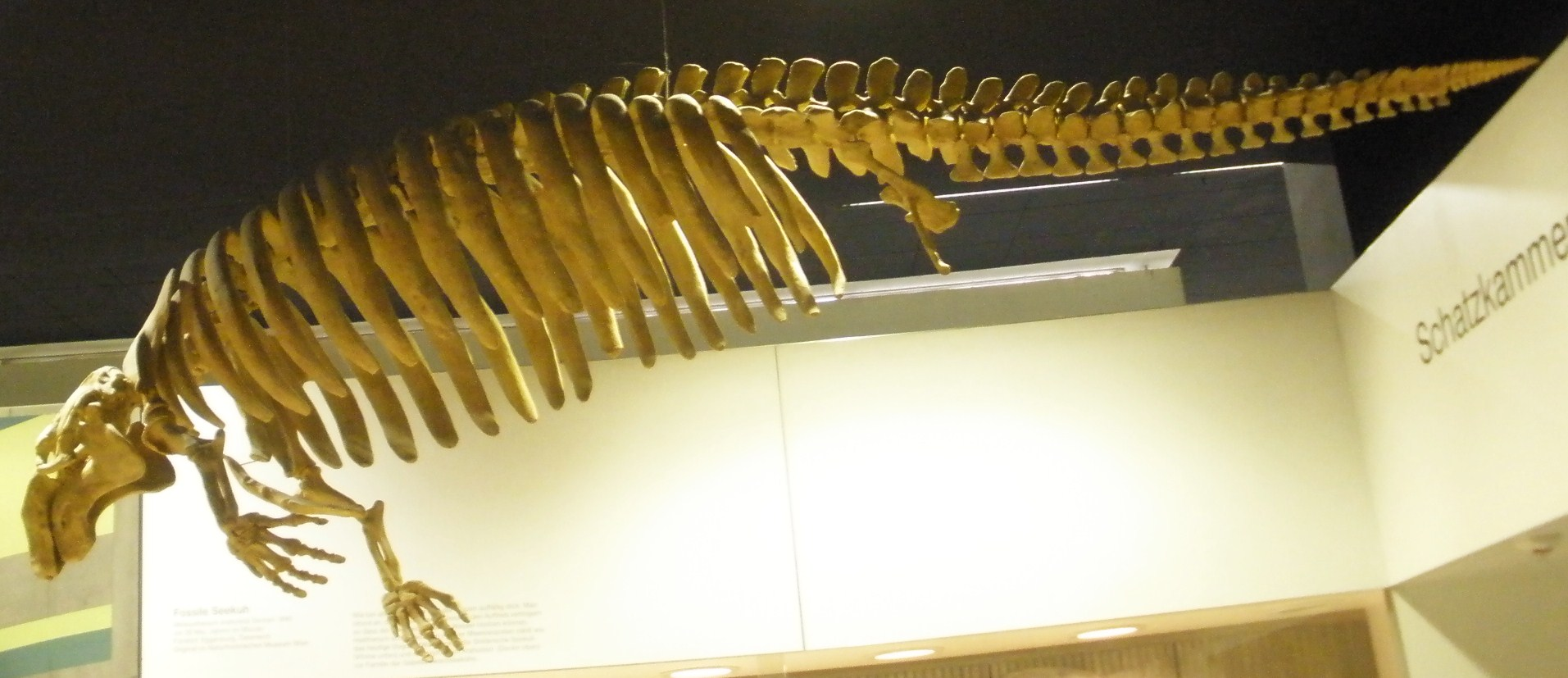
Metaxytherium krahuletzi.

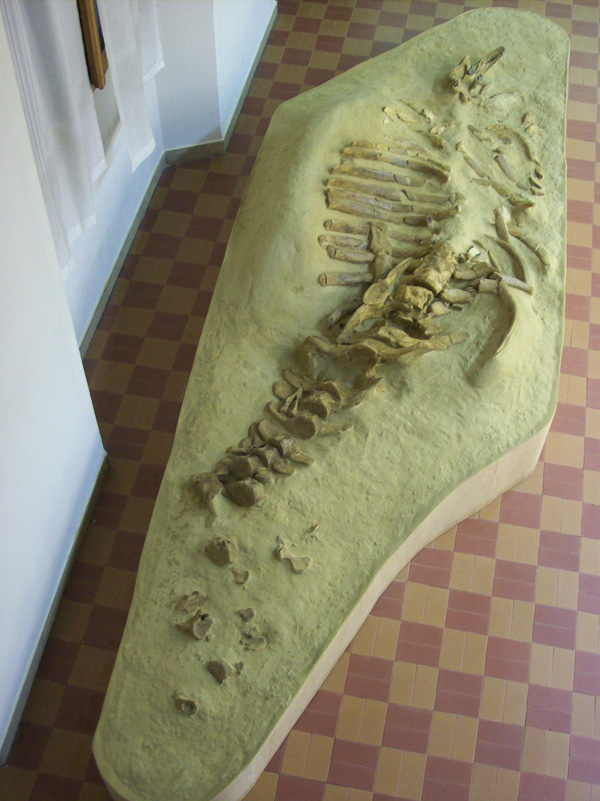
Metaxytherium subappenninum.

Selon Paleobiology Database en 2024, le nombre d'espèces de Metaxytherium est de treize ou plutôt onze en enlevant deux nomen dubium :
- Metaxytherium albifontanum, Vélez-Juarbe et Domning, 2014 ;
- Metaxytherium aquitaniae Pilleri, 1987 ;
- Metaxytherium arctodites Aranda-Manteca & Barnes & Domning, 1994 ;

* Metaxytherium beaumontii de Christol, 1840 ; type est perdu ; nomen dubium en 1996 par Doming 
- Metaxytherium crataegense Simpson, 1932 ;
- Metaxytherium floridanum, Hay, 1922 ;
- Metaxytherium krahuletzi, Depéret, 1895 ;
- Metaxytherium lovisati Capellini, 1886 ;
- Metaxytherium medium, Desmarest, 1822 ;

* Metaxytherium meyeri Abel, 1904 ; nomen dubium en 1996 par Doming
- Metaxytherium riveroi  Varona, 1972 ;
- Metaxytherium serresii, Gervais, 1847 ;
- Metaxytherium subapenninum, Bruno, 1839[2].

Le genre Thalattosiren (Sickenberg 1928) était autrefois considéré comme distinct de Metaxytherium, mais est maintenant considéré comme un synonyme junior de Metaxytherium medium.

### Ancien monde
Le bassin méditerranéen, la Paratéthys et les côtes atlantiques du nord-est, la plupart des espèces de Metaxytherium semblent suivre un même lignage du Miocène au Pliocène avec une division en quatre espèces principales :
- Metaxytherium krahuletzi (Burdigalien) ;
- Metaxytherium medium (Langhien au Tortonien) ;
- Metaxytherium serresii (Tortonien au Zancléen) ;
- Metaxytherium subapenninum (Zancléen au Plaisancien).

Pour Domning, l'exception est le Metaxytherium meyeri qui a évolué a priori en isolement dans le bassin des Carpates pendant le Miocène moyen, issue de la lignée des Metaxytherium medium et Metaxytherium krahuletzi.

## Spécimen
En 1921 un squelette complet de cet animal est découvert, le paléontologue Cottreau en fait une description complète en 1928. On peut également voir depuis 1963 un squelette composite de cet animal au Muséum d'histoire naturelle d'Angers : il mesure 2,50 m de longueur et devait ressembler au dugong actuel. Cet animal se nourrissait d'algues formant des prairies sous-marines.

## Description
Il mesure environ 2,50 m de long et est très similaire à la structure du dugong actuel, il n'en diffère essentiellement que dans l'ajout de dents. Aux crânes généralement plus ou moins complets de cet animal, on trouve beaucoup de côtes. Dans la plupart des mammifères, les côtes sont minces et leur structure interne est spongieuse pour alléger le poids de la poitrine, les côtes du Metaxytherium sont au contraire plus importantes de façon à permettre à l'animal de rester sous l'eau plus longtemps et donc avec moins de dépense énergétique par rapport à son alimentation en algues, qui forment des prairies sous-marines. C'est cette raison qui a permis la conservation des grandes côtes fossiles.

## Habitat
Le métaxytherium a vécu dans les zones côtières de la mer Paratéthys et ses restes se retrouvent dans de nombreux endroits en Afrique du Nord, en Europe et dans les Caraïbes. Il a été classé au fur et à mesure du temps dans de nombreuses espèces, dont certaines avaient été attribuées à de nouveaux genres comme Felsinotherium au moment de sa découverte.

## Paléobiologie
Metaxytherium vivait dans les eaux côtières et dans des bras de mers intérieures. Il est prouvé qu'il était la proie des requins. On a retrouvé quelques rares os de Metaxytherium marqués de stries profondes notamment sur des côtes, il s'agit très probablement de la marque de morsures de Megaselachus (= Carcharodon) megalodon, qui d'après certains spécialistes se nourrissaient de ces animaux.

## Évolution
[réf. non conforme]
Les principaux fossiles de ces animaux sont des côtes, des dents isolées et parfois des vertèbres. Des fossiles de mammifères marins herbivores du genre Metaxytherium ont été recueillis à partir des sédiments du Néogène des pays méditerranéens pendant près de 200 ans.
Ce genre fait son apparition en Europe (éventuellement en provenance d'Amérique) durant le Miocène inférieur. Sa présence persiste en Europe jusqu'au Pliocène moyen avec une évolution qui compte actuellement quatre espèces chronologiques. 
Metaxytherium krahuletzi est considéré comme le plus ancien des métaxytheriums à l'exception de Metaxytherium albifontanum, et il apparaît être l'ancêtre direct de tous les métaxytheriums de l'Ancien Monde. Cette théorie est revue à partir de 2001, en effet en 2008, pour Silvia Sorbi : « la difficulté à différencier morphologiquement Metaxytherium krahuletzi et Metaxytherium medium est avérée ». Les espèces du genre Metaxytherium manifesteraient une sorte de stase morphologique pendant plus de 10 millions d’années.
Une étude récente de l'Université de Pise a montré que dans les mers du Miocène supérieur, Metaxytherium krahuletzi a partagé son environnement avec d'autres espèces de Siréniens comme Miosiren kocki de la famille des Trichechidae et un représentant de la sous-famille actuelle des Dugonginae, le Rytiodus.
Dans ces formes, les métaxytheriums ont survécu pendant le Miocène moyen conjointement avec Prohalicore dubaleni. La nouvelle espèce de Metaxytherium possède un squelette composé d'un crâne presque complet sur la moitié droite, une mâchoire complète avec quelques dents, des incisives et une molaire, 14 vertèbres dorsales, caudales et deux sacrales et 35 côtes plus ou moins complètes avec deux omoplates. 
A la fin du Miocène, le genre Metaxytherium a disparu du monde entier, à l'exception de la côte euro-africaine, où l'on trouve l'espèce Metaxytherium serresii, située en Italie (7,24 millions d'années), en Libye (6,8 millions d'années), en Espagne (5,2 à 4,98 millions d'années) et en France (5,3 à 4 millions d'années). Cette espèce est beaucoup moins importante par rapport à la précédente.
Dans une révision de cette lignée, Domning & Thomas ont noté en 1987 un très léger changement morphologique des espèces du Miocène (Metaxytherium krahuletzi et Metaxytherium medium, respectivement). Cette quasi-stase a été suivie par deux changements remarquables :
- 1. L'augmentation de la taille de la défense (au début du Pliocène avec Metaxytherium serresii et culminant avec Metaxytherium subapenninum, le dernier de la lignée)[note 9] ;
- 2. La réduction[note 10] de la taille corporelle pour Metaxytherium serresii, suivi d'un retour à l'original et même une plus grande taille pour Metaxytherium subapenninum.

Metaxytherium serresii résiste jusqu'à l'arrivée du Pliocène et à côté de l'espèce appelée Metaxytherium subapenninum qui a un plus grand dimorphisme sexuel dans les crocs pour démontrer le comportement d'une compétition pour le territoire et l'accouplement. L'augmentation rapide de la taille du corps, cependant, a été fatale dans le climat du Pliocène moyen : l'animal n'a pas été en mesure d'adapter son régime alimentaire d'algues contrairement au Rhytine de Steller, descendant du metaxytherium.
Cependant, il semble que l'histoire de Metaxytherium ne se termine pas à cette période : il est trouvé au Maroc des restes fossiles attribués à l'espèce du Pliocène Metaxytherium serresii qui montrent une grande similitude avec l'espèce Corystosiren varguezi des Caraïbes, attribuée à la sous-famille Dugonginae.

## Espèces associées
- Rytiodus

[réf. nécessaire]

### En langue anglaise
- Jeff Ripple, Manatees and Dugongs of the World
- Frank A. Garcia, Donald S. Miller, et Jasper Burns, Discovering Fossils: How to Find and Identify Remains of the Prehistoric Past (Fossils & Dinosaurs)
- William F. Perrin, Bernd Wursig, er J. G.M. Thewissen , Encyclopedia of Marine Mammals
- Annalisa Berta, James L. Sumich, et Kit M. Kovacs, Marine Mammals: Evolutionary Biology
- A. Rus Hoelzel, Marine Mammal Biology: An Evolutionary Approach
- David Rains Wallace, Neptune's Ark: From Ichthyosaurs to Orcas
- Malcolm C. McKenna and Susan K. Bell, Classification of Mammals
- Daryl Paul Domning, MORGAN G.S. & RAY C.E., 1982. North American Eocene  Sea  Cows  (Mammalia  : Sirenia).  Smithsonian Contributions to paleobiology, no 52, 74 p.
- ERTA A., SUMICH J.L., KOVACS K.M., FOLKENS P.A. & ADAM P.J., 2006. Sirenian  and  other marine  mammals:  Evolution  and systematic. Marine mammals (Second edition), p. 89-110.
- Giuseppe Carone, Daryl Paul Domning, Metaxytherium serresii  (Mammalia: Sirenia): new pre-Pliocene record, and implications for Mediterranean paleoecology before and after the Messinian Salinity Crisis, Bollettino  della  Società  Paleontologica  Italiana, 46  (1), 2007,  55-92.  Modena, 31  agosto  2007. ISSN 0375-7633.
- Silvia Sorbi, New record of Metaxytherium (Mammalia, Sirenia) from the lower Miocene of Manosque (Provence, France), GEODIVERSITAS, 2008, Publications Scientifiques du Muséum national d’Histoire naturelle, Paris.
- Silvia Sorbi,The Neogene Euro-North African sirenia: Phylogenetic and systematic study, Palaeoecological and palaeibiogeographic considerations, 2008

### En langue française
- Christol J. de (1832). Mémoire sur le moyen hippopotame fossile de Cuvier, replacé au genre des dugongo. Annales des Sciences et de l’Industrie du Midi de la France, 2 (8): 161-176, 241-253.
- Serres M. de (1838). Note sur les animaux des terrains tertiaires marins  supérieurs  découverts  dans  le  sol  immergé  des environs  de  Montpellier. Annales  des  Sciences  Naturelles (Zoologie  et  Biologie  animale), 9  (2):  280-292.
- Christol  J.  de  (1841).  Recherches  sur  divers  ossemens  fossiles attribués  par  Cuvier  à  deux  phoques, au  lamantin, et  à  deux espèces d’hippopotame, et rapports au  Metaxytherium, nouveau genre de cétacé, de la famille des dugongs. Annales des Sciences Naturelles (Zoologie et Biologie animale), (2) 15: 307-336.
- Blainville  H.M.D.  de  (1844). Ostéographie  ou  description iconographique comparée du squelette et du système dentaire des mammifères. Arthus Bertrand (ed.), Paris. 4 vols.
- Gervais P. (1847).  Observations sur les mammifères fossiles du Midi de la France. Deuxième partie. Annales des Sciences Naturelles (Zoologie et Biologie animale), (3) 8: 203-224.
- Gervais  P.  (1859).  Zoologie  et  paléontologie  françaises.  Arthus Bertrand (ed.) 2° ed, viii + 544, Paris.
- Depéret  C.  &  Roman  F.  (1920).  Le  Felsinotherium  Serresi des sables  pliocènes  de  Montpellier  et  les  rameaux  phylétiques des  siréniens  fossiles  de  l’Ancien  Monde.  Archives  du Muséum  d’Histoire  Naturelle  de  Lyon, 12:  1-56.
- COTTREAU J., 1928. Le Metaxytherium cuvieri du golfe de la Loire. Annales de Paléontologie, 17 : 2-20, 4 fig., 2 pl.
- Léonard Ginsburg  &  JANVIER P., 1971, Les  Mammifères  marins  des faluns  miocènes  de  la  Touraine  et  de  l’Anjou.  Bulletin  du Muséum National d’Histoire Naturelle, 3e série, 22 : 161-195.
- Léonard Ginsburg & JANVIER P., 1975, Les mammifères marins des faluns de  la Touraine  et  de  l’Anjou. Bulletin  de  la  Société  d’Études Scientifiques de l’Anjou, n.s., IX : 73-96, 8 fig.
- Les restes de Poissons des faluns de l'Anjou-Touraine (J. Mornand) - APBG/SESA (Société d'Études Scientifiques de l'Anjou) ; 1978, Mém. 3, 23 p.
- Les restes de Reptiles des faluns de l'Anjou-Touraine (et supplément Poissons) (J.F. Gobé, J. Mornand et D. Pouit) - APBG/SESA (Société d'Études Scientifiques de l'Anjou) ; 1980, Mém. 5, 30 p. + 10 p.
- Léonard Ginsburg & MORNAND J., 1986. Les restes de mammifères des faluns  de  l’Anjou-Touraine.  Mémoire  de  la  Société  d’Études Scientifiques de l’Anjou, 6: 1 85.
- TEMEY I., 1996. Le Néogène de Touraine : approche environnementale et  paléogéographique  des  faluns  du  bassin  de  Noyant-Savigné (Indre-et-Loire et Maine-et-Loire, France). M.G.I., IGAL, n. 73, t.1, 67 fig., 27 pl., 292 p.
- SAGNE C., 2001. Halitherium  taulannense, nouveau  sirénien (Sirenia, Mammalia) de l’Éocène supérieur provenant du domaine Nord-Téthysien (Alpes-de-Haute-Provence, France). Compte Rendu de l’Académie des Sciences de Paris, Sciences de la Terre et des  Planètes/Earth and  Planetary  Sciences, 333 :  471-476.
- MERLE D., BAUT J.P., Léonard Ginsburg, SAGNE C., HERVET S., CARRIOL R.P., VÉNEC-PEYRÉ M.T., BLANC-VALLERON M.M., MOURER-CHAUVIRÉ C., ARAMBOL D. & VIETTE P., 2002. Découverte d’une faune de vertébrés dans l’Oligocène inférieur de Vayres-sur-Essonne (bassin de Paris, France) : biodiversité et paléoenvironnement. C. R. Palevol, 1 : 111-116.
- CAHUZAC B.  &  AUDOUIN M., 2005.Sur  une  vertèbre d’Halitherium  (Siréniens), découverte  dans  le  Calcaire  à Astéries  oligocène  à Rauzan (Gironde).  Aperçu  paléoécologique. Bulletin de la Société Linnenne de Bordeaux, nouv. série no 33, 140 (3) : 171-192.
- Rémi Rateau, Cyril Gagnaison, Vincent Gelot, Un Metaxytherium medium (Mammalia, Sirenia) attaqué par des requins dans les faluns miocènes de Channay-sur-Lathan (37, France), Symbioses, nouvelle série, no 23, 2009

### Publication originale
- [1840] Jules de Christol, « Nouveau genre de Cétacé fossile », L'Institute, 8th year, vol. 352,‎ 1840, p. 322-323.